# Danh sách tỷ phú Ireland theo giá trị tài sản
Danh sách các tỷ phú Ireland dưới đây dựa trên sự định giá thường niên về của cải và tài sản được tổng hợp, biên soạn và xuất bản trên tạp chí Forbes của Mỹ năm 2021.

## Danh sách 16 tỷ phú giàu nhất Ireland năm 2021
| Thứ hạng tại Ireland | Họ và tên                       | Năm sinh | Quốc tịch | Giá trị tài sản (tỷ đô la Mỹ) | Nguồn gốc tài sản                       |
| -------------------- | ------------------------------- | -------- | --------- | ----------------------------- | --------------------------------------- |
| 1                    | John Dorrance III               | 1944     | Ireland   | 2,8                           | Campbell Soup Company                   |
| 2                    | John Magnier                    | 1948     | Ireland   | 2,5                           | Coolmore Stud                           |
| 3                    | J. P. McManus                   | 1951     | Ireland   | 2,3                           | Thị trường ngoại hối                    |
| 4                    | Dermot Desmond                  | 1950     | Ireland   | 2,1                           | Celtic F.C.                             |
| 5                    | Philip O' Doherty               |          | Ireland   | 2,0                           | E&I Engineering                         |
| 6                    | Patrick Collison                | 1988     | Ireland   | 1,9                           | Stripe                                  |
| 7                    | John Collison                   | 1990     | Ireland   | 1,9                           | Stripe                                  |
| 8                    | Martin Naughton                 | 1939     | Ireland   | 1,6                           | GlenDimplex                             |
| 9                    | Eugene Murtagh                  | 1942     | Ireland   | 1,4                           | Tập đoàn Kingspan                       |
| 10                   | Hai anh em Luke và Brian Comer  |          | Ireland   | 1,6                           | Tập đoàn Comer                          |
| 11                   | David McMurtry                  | 1940     | Ireland   | 1,2                           | Công ty TNHH đại chúng Renishaw         |
| 12                   | Stephen Clarke                  |          | Ireland   | 1,2                           | Tập đoàn Khách sạn Dalata               |
| 13                   | Hai anh em Declan và Shane Ryan |          | Ireland   | 1,0                           | Ryanair                                 |
| 14                   | Paul Coulson                    | 1952     | Ireland   | 1,0                           | Tập đoàn Ardagh                         |
| 15                   | Michael O'Leary                 | 1961     | Ireland   | 1,0                           | Ryanair                                 |
| 16                   | Larry Goodman                   | 1937     | Ireland   | 1,0                           | Tập đoàn Thực phẩm ABP (ABP Food Group) |